# 韋斯特霍爾特巴赫河

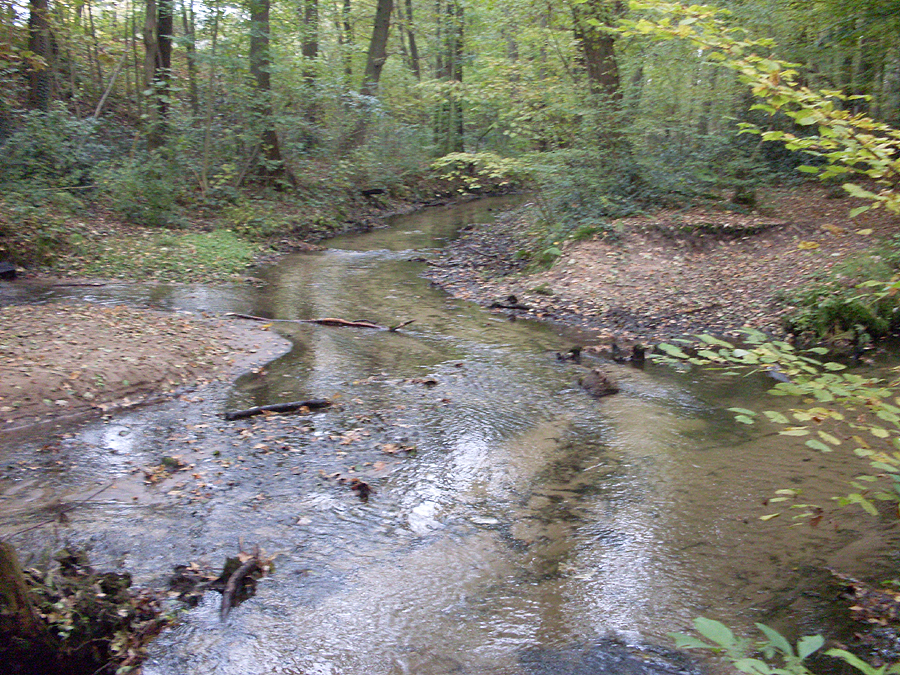

51°54′40″N 8°39′5″E / 51.91111°N 8.65139°E
韋斯特霍爾特巴赫河（德語：Westerholter Bach），是德國的河流，位於該國西部，處於北萊茵-威斯特法倫州，屬於厄爾巴赫河的右支流，河道全長1.6公里，流域面積5.7平方公里。